# Taolu
Taolu kallas de rutiner man tränar och tävlar inom den kinesiska kampkonsten wushu. De delas huvudsakligen upp i två kategorier: handform och vapenform. Rutinerna utförs på en speciell taolumatta som mäter 14 * 8 meter. Varje rutin har sin speciella karaktär vilket beror på att de kommer från olika stilar som utvecklats i olika delar av Kina.

## Internationella standardrutiner
- Handformer
  - Changquan (nordlig handform)
  - Nanquan (sydlig handform)
  - Taijiquan (taijirutin)

- Form med korta vapen
  - Taijijian (taijisvärdsrutin)
  - Jianshu (svärdsrutin)
  - Daoshu (bredsvärdsrutin)
  - Nandao (sydlig svärdsrutin)

- Form med långa vapen
  - Gunshu (stavrutin)
  - Nangun (sydlig stavrutin)
  - Qiangshu (spjutrutin)

- Övrigt 
  - Duilian (duell)

- Grundläggande former
  - WuBuQuan
  - YiLu
  - SanLu(32 stegs chang quan)